# Fulton (New York)
Fulton is een plaats (city) in de Amerikaanse staat New York, en valt bestuurlijk gezien onder Oswego County.

## Demografie
Bij de volkstelling in 2000 werd het aantal inwoners vastgesteld op 11.855.
In 2006 is het aantal inwoners door het United States Census Bureau geschat op 11.459, een daling van 396 (-3.3%).

## Geografie
Volgens het United States Census Bureau beslaat de plaats een oppervlakte van
12,3 km², waarvan 9,9 km² land en 2,4 km² water. Fulton ligt op ongeveer 110 m boven zeeniveau.

## Plaatsen in de nabije omgeving
De onderstaande figuur toont nabijgelegen plaatsen in een straal van 20 km rond Fulton.